# Sea Proven
Sea Proven est une start-up française créée en 2014, spécialisée dans le recueil de données issues des milieux marins grâce au procédé de robotique marine qu'elle conçoit et développe.

## Historique
L'entreprise nait à l'initiative de Fabien Burignot de Varenne, un mayennais qui, après une carrière d'une vingtaine d'années dans la marine marchande, décide de créer des drones nautiques.
Ce projet, qui reçoit un prix Idenergie, se concrétise tout d'abord par la réalisation de drones légers dédiés au sauvetage et à la surveillance maritime,, puis par la mise au point en 2018  du Sphyrna,, un multicoque asymétrique qui, selon Les Échos, serait le premier drone transocéanique en raison de son autonomie.
À la recherche de financements, l'entreprise intègre en 2020 un programme américain de développement d'entreprises liées au domaine marin. En 2021, elle cherche à lever 400.000 euros sur la plateforme myOptions.

## Domaines d'application
Le Sphyrna peut-être téléopéré ou agir de façon automatisée. Il participe à la création d'un big data océanique en facilitant la récupération de données en milieu maritime comme durant l'étude de cachalots en mer Méditerranée en 2018,.
Il peut également être utilisé pour la réalisation de relevés sismiques, la cartographie des fonds marins, l'étude d'impact de parcs éoliens sur la faune, ou encore la surveillance d'installations offshore. 
L'entreprise estime qu'une flotte d'un millier de ses drones permettrait de couvrir l'ensemble des océans.